# ハビブ・カヤレイ
ハビブ・カヤレイ（Habib Kayaleh）は、スイスのヴァイオリニスト、教育者。

## 略歴
フランス・パリのコンセルヴァトワール（パリ国立高等音楽院）を首席で卒業。エリ・ベンヤミン、ガブリエラ・レンゲル、レネ・ベネデッティパリ、ユディ・メニュインに師事した。
1988年、スイス・ジュネーヴに若い音楽家の育成・援助を目的としたカヤレイ財団を設立。翌1989年、国際的なヴァイオリン専門の教育機関であるカヤレイ・ヴァイオリン・アカデミーを創設。2005年、カヤレイ・ヴァイオリン・アカデミーの東京事務所を設置。